# آژانس نظارتی داروها و محصولات بهداشتی (بریتانیا)
آژانس نظارتی داروها و محصولات بهداشتی (انگلیسی: Medicines and Healthcare products Regulatory Agency) یا (MHRA) یک آژانس اجرایی وزارت بهداشت و مراقبت اجتماعی در بریتانیا است که مسئول اطمینان از کارکرد داروها و تجهیزات پزشکی و ایمنی قابل قبول آنها است. MHRA در سال ۲۰۰۳ با ادغام آژانس کنترل داروها (MCA) و آژانس تجهیزات پزشکی (MDA) تشکیل شد. در آوریل ۲۰۱۳، با مؤسسه ملی استانداردها و کنترل بیولوژیکی (NIBSC) ادغام شد و با هویت MHRA تنها برای مرکز نظارتی در گروه استفاده شد. این آژانس بیش از ۱۲۰۰ نفر را در لندن، یورک و ساوث میمز و هرتفوردشایر در استخدام دارد.